# Gerald Asamoah
Gerald Asamoah, gansko-nemško nogometaš, * 3. oktober 1978, Mampong, Gana. 
Leta 2001 je prvič nastopil za nemško nogometno reprezentanco. Tako je postal prvi temnopolti nogometaš, ki je igral za to reprezentanco (pred njim sta nastopila dva mulata Erwin Kostedde in Jimmy Hartwig).